# Michael Cudlitz
Michael Cudlitz (Long Island, Nueva York, 29 de diciembre de 1964) es un actor estadounidense conocido por interpretar a John Cooper en la serie dramática de Southland, por la que ganó el premio Critics' Choice Television Award como Mejor Actor de Reparto en una Serie Dramática en 2013, al Sargento Denver "Bull" Randleman en la miniserie de HBO Band of Brothers, al Sargento Abraham Ford en la serie de terror de AMC The Walking Dead y al supervillano Lex Luthor en la serie de The CW Superman & Lois.

## Biografía
Cudlitz nació el 29 de diciembre de 1964 en Long Island, Nueva York,  y se crio en Lakewood Township, Nueva Jersey.  Se graduó de Lakewood High School en 1982. Tiene una licenciatura en Bellas Artes del Instituto de las Artes de California, donde se graduó en 1990.

## Filmografía

### Largometrajes
| Año  | Título original             | Personaje                      |
| ---- | --------------------------- | ------------------------------ |
| 1992 | A River Runs Through It     | Chub                           |
| 1993 | Dragon: The Bruce Lee Story | Tad Overton                    |
| 1993 | The Liars' Club             | Jimbo                          |
| 1996 | Savage                      | Spillane                       |
| 1996 | Follow the Bitch            | Ty                             |
| 1996 | D3: The Mighty Ducks        | Cole                           |
| 1997 | Grosse Pointe Blank         | Bob Destepello                 |
| 1998 | The Negotiator              | Palermo                        |
| 1999 | Forces of Nature            | Bartender                      |
| 1999 | Live Virgin                 | Bob                            |
| 2000 | A Question of Faith         | James                          |
| 2000 | Lured Innocence             | Harry Kravitz                  |
| 2003 | Welcome to the Neighborhood | George                         |
| 2006 | Running Scared              | Sal 'Gummy Bear' Franzone      |
| 2008 | Sex Drive                   | Rick                           |
| 2008 | Tenure                      | Tim                            |
| 2009 | Crossing Over               | Agente de procesamiento de ICE |
| 2009 | Surrogates                  | Colonel Brendan                |
| 2009 | Stolen                      | Jonas                          |
| 2011 | Satin                       | Kip Tanner                     |
| 2011 | Inside Out                  | Detective Calgrove             |
| 2012 | Rogue River                 | Sheriff Boyd                   |
| 2013 | Dark Tourist                | Jim                            |
| 2013 | Pawn Shop Chronicles        |                                |
| 2013 | Cesar Chavez                | Sheriff Smith                  |
| 2017 | The Trustee                 | Timothy Waits                  |
| 2018 | Driven                      | Morgan Hetrick                 |
| 2019 | Five Women in the End       | PJ Weller                      |
| 2020 | Return To Hardwick          | Self (narración de voz)        |
| 2023 | Beautiful Disaster          | Jim Maddox                     |

### Cortometrajes
| Año  | Título original | Personaje |
| ---- | --------------- | --------- |
| 1989 | Crystal Ball    | Scottie   |
| 1999 | Small Change    | Gary      |

### Telefilmes
| Año  | Título original    | Personaje       |
| ---- | ------------------ | --------------- |
| 1996 | Last Exit to Earth | Hardester       |
| 1998 | Thirst             | Andy            |
| 2002 | Live from Baghdad  | Tom Murphy      |
| 2004 | Homeland Security  | Agente Tango 12 |
| 2008 | Danny Fricke       | Praeger         |
| 2011 | Silent Witness     | Sam Robb        |

### Series
| Año              | Título original                 | Personaje                               | Notas                                                                                                 |
| ---------------- | ------------------------------- | --------------------------------------- | --- |
| 1990             | Hull High                       | Schwartz                                | Episodios: "Episodio #1.2", "Episodio #1.6"                                                           |
| 1991             | 21 Jump Street                  | Dennis Richards                         | Episodio: "Bad Day at Blackburn"                                                                      |
| 1991             | L.A. Law                        | Passerby                                | Episodio: "Do the Spike Thing"                                                                        |
| 1992             | Step by Step                    | Ed                                      | Episodio: "Home Alone"                                                                                |
| 1992             | Life Goes On                    | Ernie                                   | Episodio: "The Wall"                                                                                  |
| 1991–1992        | Growing Pains                   | Chuck                                   | Episodios: "There Must Be a Pony", "The Call of the Wild"                                             |
| 1992–1993        | Beverly Hills, 90210            | Tony Miller                             | 11 episodios                                                                                          |
| 1993             | Against the Grain               | Bud Hardeman                            | Episodios: "Piloto", "The Buck Stops... There"                                                        |
| 1994             | Lifestories: Families in Crisis | Walton                                  | Episodio: "A Body to Die For: The Aaron Henry Story"                                                  |
| 1994             | Picket Fences                   | White Teenager #1                       | Episodio: "Elective Conduct"                                                                          |
| 1994             | The Marshal                     | Gary Lowell                             | Episodio: "Kissing Cousins"                                                                           |
| 1996             | ER                              | Injured Firefighter Lang                | Episodio: "The Healers"                                                                               |
| 1996             | Pacific Blue                    | Brett Andrews                           | Episodio: "The Enemy Within"                                                                          |
| 1996             | Renegade                        | Patch / Beau                            | Episodios: "High Rollers", "The Dollhouse"                                                            |
| 1997             | Leaving L.A.                    | Joey Reno                               | Episodio: "The Black Widower"                                                                         |
| 1997             | Party of Five                   | Schuyler                                | Episodio: "4.2: Past Imperfect"                                                                       |
| 1998             | Touched by an Angel             | Landau                                  | Episodio: "God and Country"                                                                           |
| 1998             | NYPD Blue                       | Joshua                                  | Episodio: "Prostrate Before the Law"                                                                  |
| 1999             | Home Improvement                | Kyle                                    | Episodio: "Whitewater"                                                                                |
| 1999             | Buffy the Vampire Slayer        | Bob                                     | Episodio: "The Zeppo"                                                                                 |
| 1999             | Chicago Hope                    |                                         | Episodio: "And Baby Makes 10"                                                                         |
| 1999             | Good vs Evil                    | The Wiz                                 | Episodio: "Men Are from Mars, Women Are Evil"                                                         |
| 1999             | Snoops                          | Michael Keppler                         | Episodio: "Constitution"                                                                              |
| 1999             | Love & Money                    | Joe                                     | Episodios: "Everybody Doesn't Love Eamon", "Puff the Magic Sister"                                    |
| 2001             | Walker, Texas Ranger            | State Trooper                           | Episodio: "Unsafe Speed"                                                                              |
| 2001             | Six Feet Under                  | Dennis, Crossroads Leader               | Episodio: "Crossroads"                                                                                |
| 2001             | The Mind of the Married Man     | Contractor                              | Episodios: "Just Thinking of You", "When We Were Nice"                                                |
| 2001             | Philly                          | Joe                                     | Episodio: "Live and Leg Die"                                                                          |
| 2001             | Band of Brothers                | Sgt. Denver "Bull" Randleman            | Miniseries - 10 episodios                                                                             |
| 2001 & 2009      | CSI: Crime Scene Investigation  | Officer William Spencer / Josh Barston  | 2 episodios: "And Then There Were None" as Officer William Spencer, "The Grave Shift"                 |
| 2002             | The Practice                    | Russell Hampton                         | Episodio: "The Test"                                                                                  |
| 2002             | Family Law                      | Darren Carson                           | Episodio: "Big Brother"                                                                               |
| 2002             | Push, Nevada                    |                                         | Episodio: "Jim's Domain"                                                                              |
| 2002             | Fastlane                        | Det. Ray Cornwright                     | Episodio: "Girls Own Juice"                                                                           |
| 2002             | MDs                             | Elkin                                   | Episodio: "R.I.P."                                                                                    |
| 2002–2003        | 24                              | Rick Phillips                           | 3 episodios: "Day 2: 2:00 p.m.–3:00 p.m.", "Day 2: 3:00 p.m.–4:00 p.m.", "Day 2: 4:00 p.m.–5:00 p.m." |
| 2004 & 2007      | JAG                             |                                         | Episodios: "Force Recon" es Sergeanto Tesla, "Take It Like a Man"es Hal Strange                       |
| 2004             | Nip/Tuck                        | Brody                                   | Episode: "Joel Gideon"                                                                                |
| 2005             | Las Vegas                       | Brian Carlton Venturi - the Kidnapper   | Episodio: "When You Got to Go, You Got to Go"                                                         |
| 2005             | Medical Investigation           | Lt. Troy Adams                          | Episodio: "Mousetrap"                                                                                 |
| 2005             | CSI: Miami                      | 'Mac' MacKern                           | 1 episodio: "Nothing to Lose"                                                                         |
| 2004 & 2005      | Without a Trace                 | Mark Casey Freddy Katen                 | 2 episodios: "The Line", "John Michaels"                                                              |
| 2005             | Line of Fire                    | Jury Member                             | 1 episodio: "This Land Is Your Land"                                                                  |
| 2005             | Over There                      | Colonel Ryan                            | 1 episodio: "The Prisoner"                                                                            |
| 2005             | The Dead Zone                   | Herb Smith                              | 1 episodio: "Babble On"                                                                               |
| 2005             | Prison Break                    | Corrections Officer Robert 'Bob' Hudson | 2 episodios: "Riots, Drills and the Devil: Parte 1", "Riots, Drills and the Devil: Parte 2"           |
| 2005             | Wanted                          | Dep. Reed                               | 1 episodio: "Lips Are Lips"                                                                           |
| 2005             | Sleeper Cell                    | LAPD Detective Walt Moss                | 1 episodio: "Intramural"                                                                              |
| 2006             | Close to Home                   | Dan Johnson                             | 1 episodio: "Escape"                                                                                  |
| 2006             | CSI: NY                         | Vern Dox                                | 1 episodio: "Super Men"                                                                               |
| 2004 & 2006      | Dr. Vegas                       | Glen                                    | 2 episodios: "Lust for Life", "For Love or Money"                                                     |
| 2006–2007        | Standoff                        | Frank Rogers                            | 18 episodios                                                                                          |
| 2007             | Bones                           | Lucky                                   | 1 episodio: "Death in the Saddle"                                                                     |
| 2007             | Criminal Minds                  | Francis Goehring                        | 1 episodio: "Identity"                                                                                |
| 2005 & 2008      | Lost                            | Big Mike Walton                         | 2 episodios: "Collision", "The Beginning of the End"                                                  |
| 2008             | The Cleaner                     | JWB                                     | 1 episodio: "Pilot"                                                                                   |
| 2007–2008        | Life                            | Mark Rawls                              | 3 episodios: "Pilot: Merit Badge", "Fill It Up", "Did You Feel That?"                                 |
| 2009             | Knight Rider                    | Lead Gunman                             | 1 episodio: "Exit Light, Enter Knight"                                                                |
| 2009             | Eleventh Hour                   | Ben Finney                              | 1 episodio: "Minamata"                                                                                |
| 2009             | Saving Grace                    | Donald Gilmore                          | 1 episodio: "The Heart of a Cop"                                                                      |
| 2009–2013        | Southland                       | John Cooper                             | 43 episodios                                                                                          |
| 2014–2017 & 2018 | The Walking Dead                | Abraham Ford                            | 30 episodios                                                                                          |
| 2015             | Ballers                         | Dan Balasmo                             | 2 episodios: "Head-On", "Gaslighting"                                                                 |
| 2018             | Young Sheldon                   | NASA director                           | Episodio: "Gluons, Guacamole, and the Color Purple"                                                   |
| 2018–2019        | The Kids Are Alright            | Mike Cleary                             | Reparto principal: 23 episodes                                                                        |
| 2021             | Invincible                      | Josef / Red Rush                        | Episodio: "It's About Time"                                                                           |
| 2021             | Clarice                         | Paul Krendler                           | Reparto principal                                                                                     |
| 2022             | Bosch: Legacy                   | Edge                                    | 1 episodio: "Always/All Ways"                                                                         |
| 2023             | Superman & Lois                 | Lex Luthor                              | Reparto principal (temporada 4) Estrella invitada: 2 episodios (temporada 3)                          |

### Videojuegos
| Año  | Título original                | Personaje de voz              |
| ---- | ------------------------------ | ----------------------------- |
| 2005 | Call of Duty 2                 | Soldado Braeburn              |
| 2005 | Call of Duty 2: Big Red One    | Sargento Glenn "Hawk" Hawkins |
| 2007 | Call of Duty 4: Modern Warfare | Griffin, voces adicionales    |
| 2009 | Red Faction Guerrilla          | Saul Marius                   |
| 2009 | Call of Duty: Modern Warfare 2 | Voces adicionales             |
| 2011 | Call of Duty: Modern Warfare 3 | Griffin, voces adicionales    |